# L'Era de Pedra
L'Era de Pedra és un indret del terme municipal de Gavet de la Conca, a l'antic terme de Sant Salvador de Toló, al Pallars Jussà, en territori que havia estat de l'antiga caseria de Presquiró.
El lloc és al sud de Presquiró, a l'oest del Tossal del Vigatà, a la capçalera de la llaueta de Presquiró, al sud-oest de la Serra de la Campaneta.